# Хайсиньша (остров)
Хайсинша (кит. 海心沙) — остров на жемчужной реке в черте города Гуанчжоу. Представляет собой песчаную отмель у берега реки, общей площадью более 170 000 квадратных метров. Располагается напротив Кантонской башни в центральной части города, рядом с более крупным островом Эрша. Известен как место проведения церемоний открытия и закрытия летних Азиатских игр 2010 года.

## История
Остров Хайсинша образовался на жемчужной реке в XX веке. Первоначально это был приливный плоский остров. В 1952 году в результате земельных работ остров был зондирован, и перестал зависеть от отливов и приливов, на острове была возведена садоводческая ферма.
В 1976 году Хайсинша был реквизирован администрацией порта Гуанчжоу и позже служил складским городком для Объединённого отдела материально-технического обеспечения Гуанчжоуского военного округа Народно-освободительной армии Китая.
В 1988 году в западной части острова была построена обувная фабрика, которая в конце 2000 года была перенесена с острова. В настоящее время из-за накопления отложений и искусственного расширения земель острова площадь Хайсиньша увеличилась вдвое по сравнению с первоначальной площадью.
В 2006 году остров был возвращён муниципальному правительству Гуанчжоу. Перестройка планировки острова под площадку церемоний открытия и закрытия летних Азиатских игр 2010 года началась в октябре 2009 года.
12 ноября 2010 года на острове прошла церемония открытия 16-х Азиатских игр, позже на острове прошла и церемония закрытия игр. 24 февраля 2011 года на острове была открыта станция метро Хайсиньша.
В 2011 году на сцене церемонии прошёл концерт китайской поп-исполнительницы Джейн Чжан.
Главная трибуна Азиатских игр была сохранена и используется в качестве концертной площадки. Концертная площадка имеет размеры сцены 987 метров на 239 метров и имеет одну большую трибуну рассчитанную на 20 000 зрительных мест.
После Азиатских игр Хайсинша был преобразован в тематический парк Азиатских игр и просуществовал в неизменном виде до 2014 года. В 2014 году Комитет муниципального планирования Гуанчжоу официально рассмотрел и утвердил план реконструкции острова.
13 июня 2017 года на острове состоялась мировая премьера фильма «Трансформеры: Последний рыцарь».

## Галерея

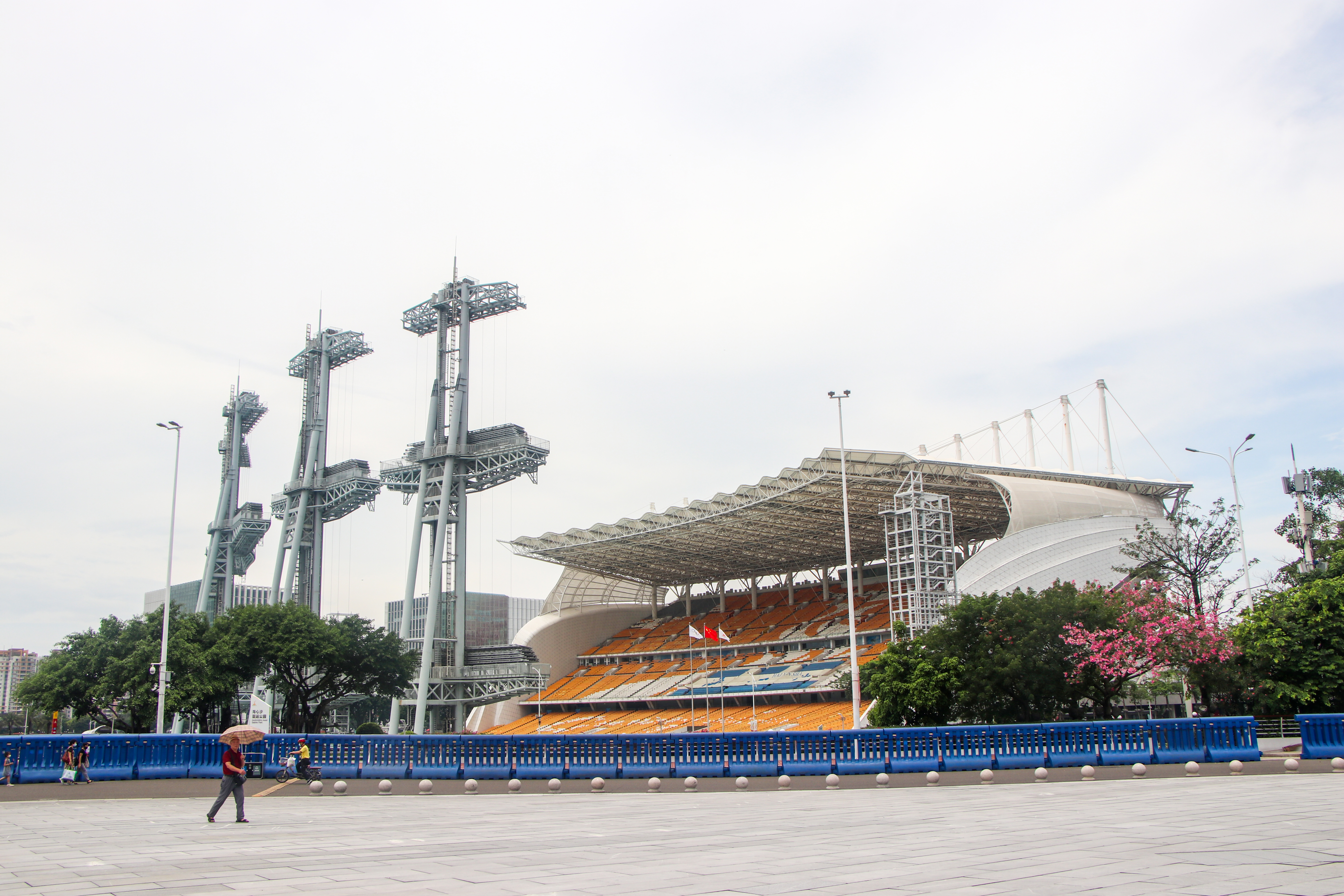
Концертная площадка
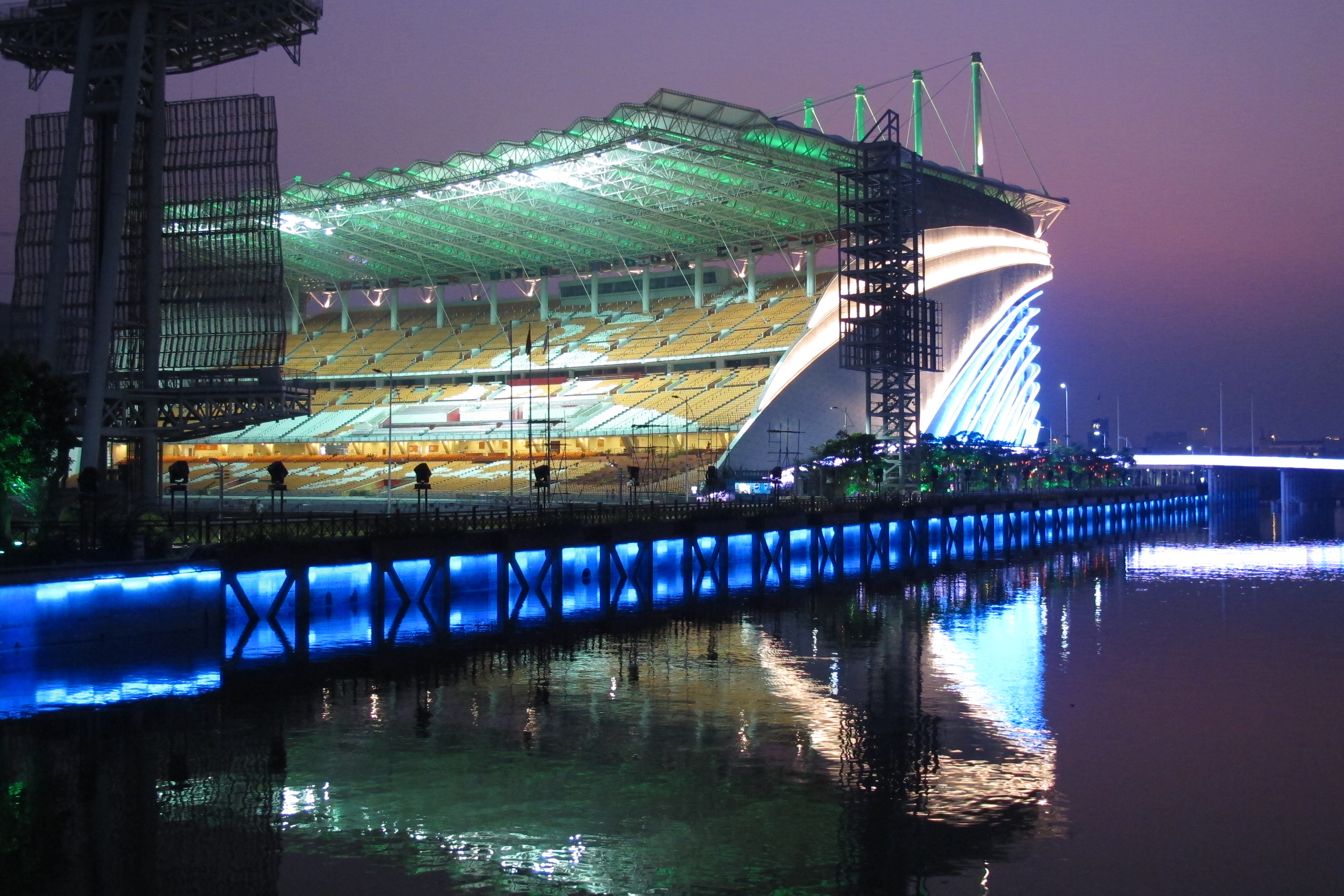
Ночной вид на трибуну
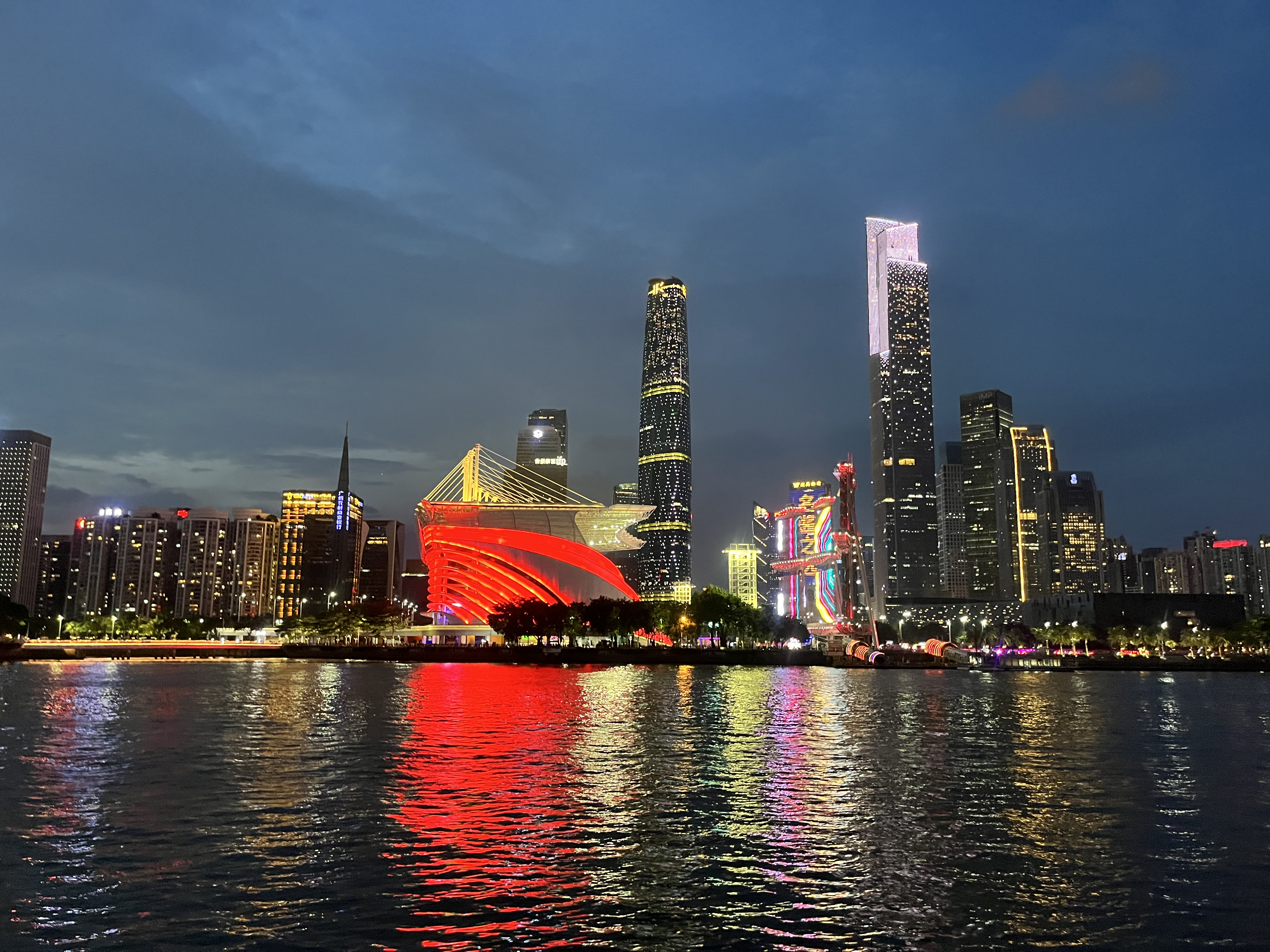
Вид на остров с противоположного берега реки
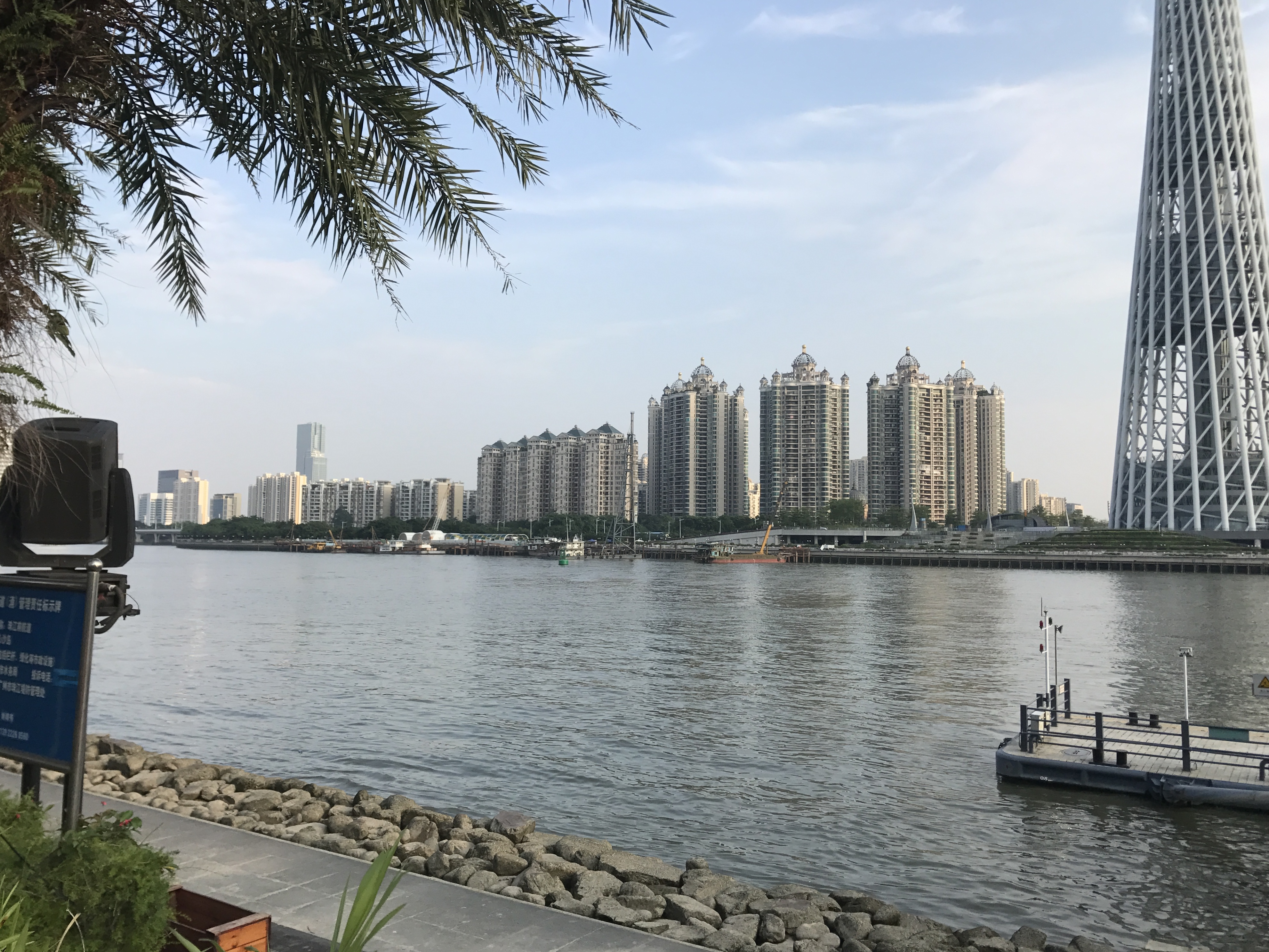
Южный берег острова
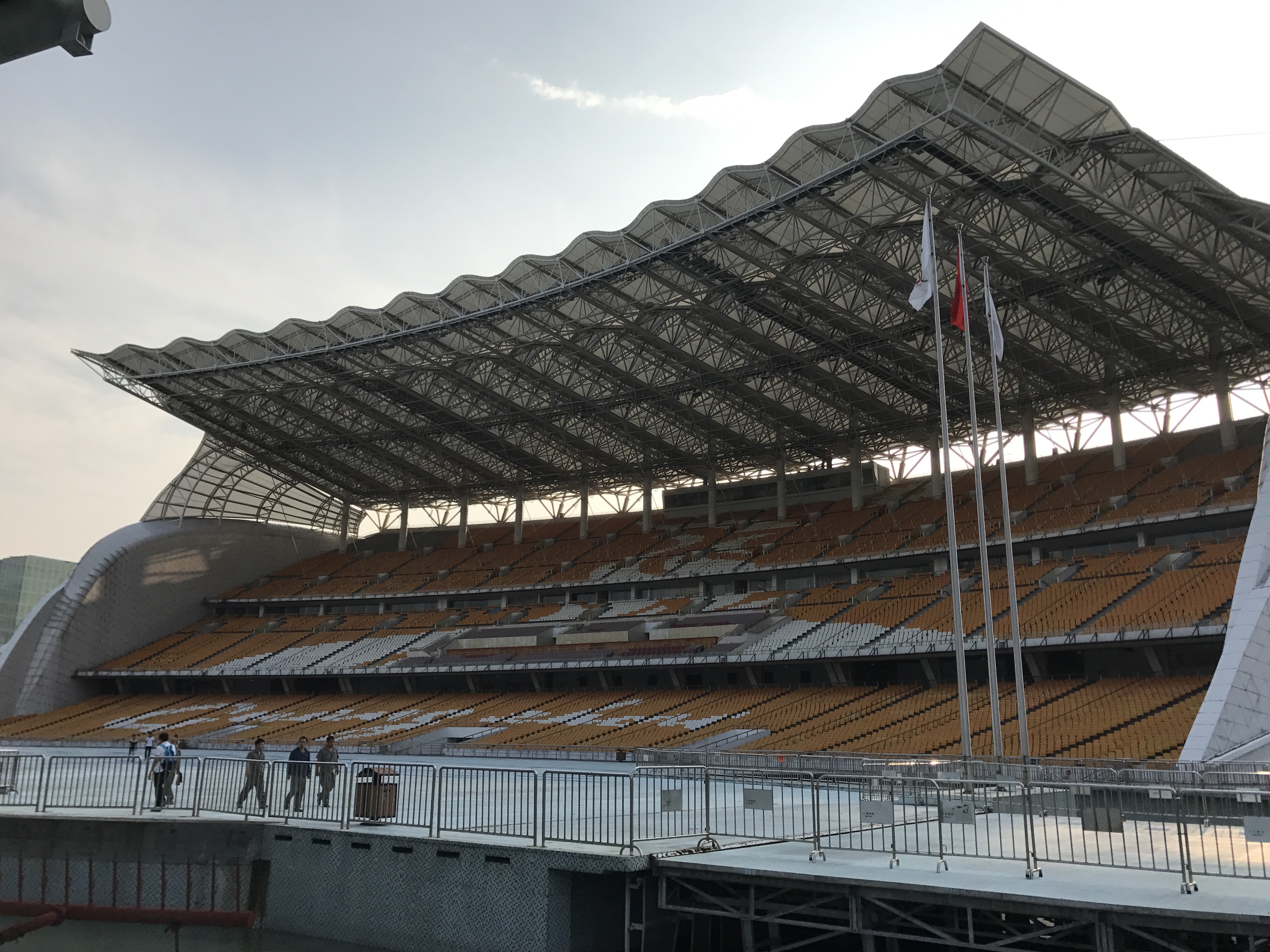
Вид на требуну
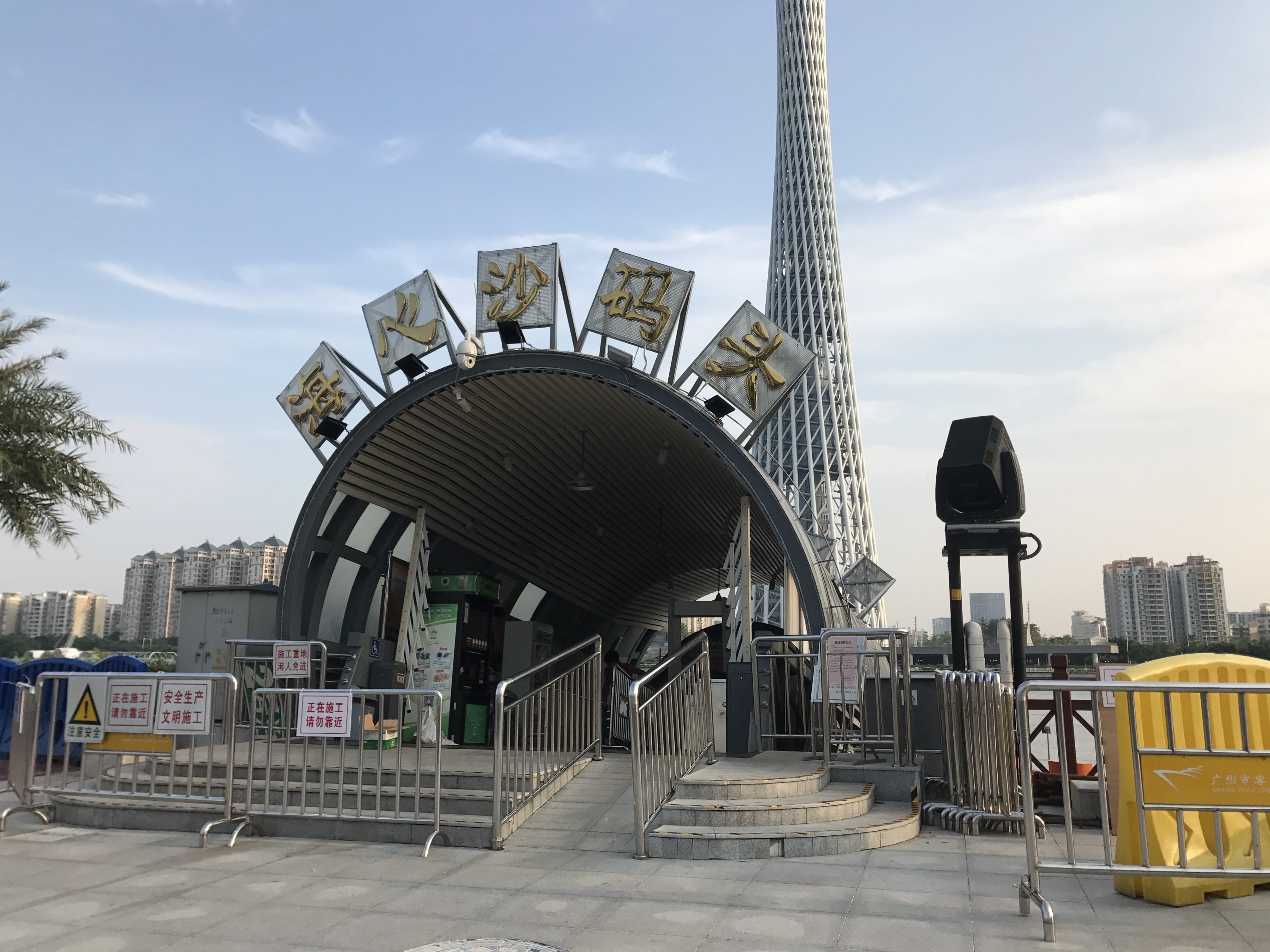
Пристань